# 耶律信先
耶律信先（?—?），辽朝軍人。契丹人。南府宰相耶律瑰引的五子。
耶律仁先是耶律仁先、耶律義先之弟。辽兴宗和耶律信先的父亲耶律瑰引刺血交盟，耶律信先幼年时养在宮中。耶律信先善于騎射。重熙十四年（1045年），任左護衛太保，同知殿前点检司事。重熙十五年（1046年），任漢人行宮都部署。重熙十八年（1049年），兼右祗候郎君班詳稳。他向興宗请求封父亲耶律瑰引为王，興宗追封耶律瑰引为燕王。同年，他随蕭惠征伐西夏，在黄河之南战敗，被問責辞任。辽道宗清寧初年，为南面林牙，不久去世。